# Преображенская, Ольга Иосифовна
О́льга Ио́сифовна Преображе́нская (21 января (2 февраля) 1871 года, Санкт-Петербург, Российская империя — 27 декабря 1962, Сен-Манде, Франция) — русская балерина и педагог, прима-балерина Мариинского театра в 1902—1920 годах. Заслуженная артистка Императорских театров (1909).

## Биография
В 1879 году поступила в Императорское театральное училище, где занималась у педагогов Николая Легата и Энрико Чекетти. Также среди её педагогов были Екатерина Вазем и Христиан Иогансон. Несмотря на физические недостатки, она окрепла благодаря тренировкам под руководством Мариуса Петипа, Льва Иванова и Анны Иогансон. Она была от природы экспрессивна, привнося новую жизнь в «избитый» репертуар, и демонстрировала желаемую мягкость и грацию танцовщицы.
После выпуска была принята в Мариинский театр, где её основной соперницей стала Матильда Кшесинская. С 1895 года гастролировала по Европе и Южной Америке, успешно выступала в театре «Ла Скала». В 1900 году стала прима-балериной Мариинского театра. Оставила сцену в 1920 году.

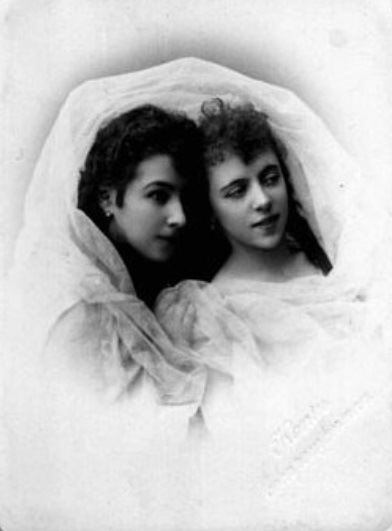
Ольга Преображенская и Матильда Кшесинская (слева), 1892

Начала свою педагогическую деятельность в 1914 году. С 1917 по 1921 год вела класс пластики при оперной труппе Мариинского театра, также преподавала в Петроградском хореографическом училище и в Школе русского балета Акима Волынского.
В 1921 году эмигрировала из Советской России. Сначала преподавала в Берлине, затем переехала в Милан. В том же 1921 году стала директором «Балетной школы театра Ла Скала», вновь открывшейся благодаря Артуро Тосканини (не функционировала с 1917 года).

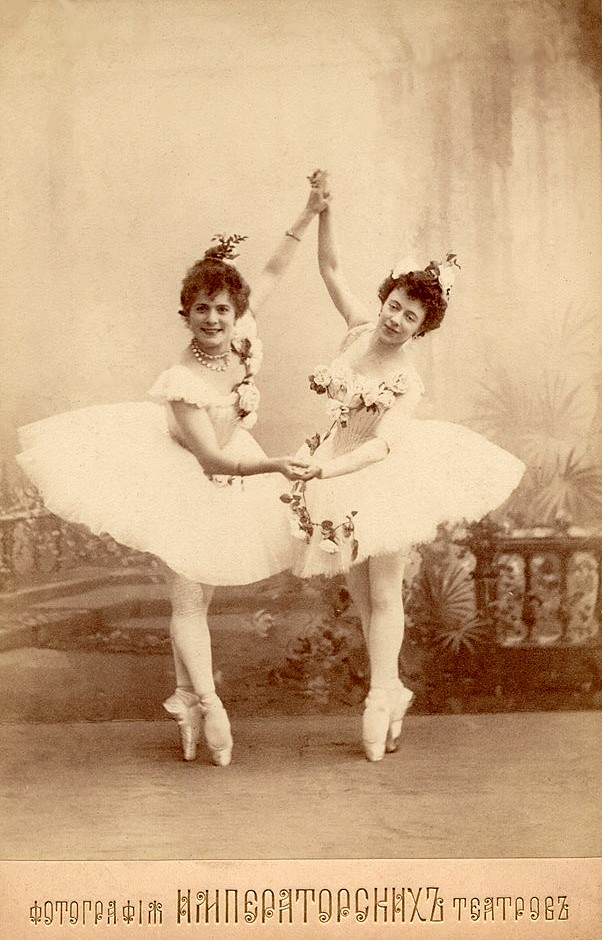
Ольга Преображенская и Пьерина Леньяни (слева) в картине «Оживлённый сад» из балета «Корсар», 1899

С 1923 года жила в Париже. Здесь, в районе площади Клиши, по адресу улица Дуэ, дом № 69, она открыла балетную студию, в которой преподавала на протяжении многих лет. Также преподавала в Лондоне и Буэнос-Айресе. Как педагог была строга; по свидетельству учеников, часто кричала на них в студии. Но была отходчива и очень добра (часто не брала плату за обучение у своих неимущих, но талантливых учеников).

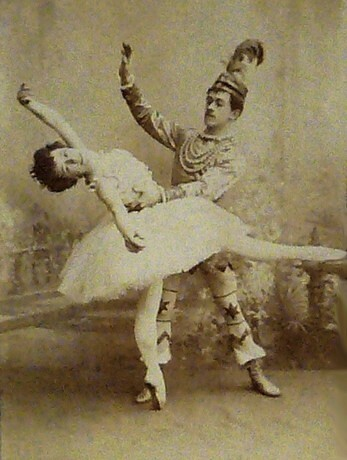
Ольга Преображенская и Николай Легат в па-де-де из балета «Щелкунчик», 1900)

Оставила преподавательскую деятельность в 1960 году.
Основные партии: Анна, Венера и Изора («Синяя Борода»), Коломбина и фея Драже («Щелкунчик»), Гюльнара («Корсар»), Бабочка («Капризы бабочки»), Тереза («Привал кавалерии»), Сванильда («Коппелия»), Галатея («Ацис и Галатея»), Хлоя («Жертвы Амуру»), Лиза («Тщетная предосторожность»); Уличная танцовщица и Мерседес («Дон Кихот»), Жизель («Жизель»), Одетта — Одиллия («Лебединое озеро»), Белая кошечка и Аврора («Спящая красавица»), Изабелла («Испытание Дамиса»), Колос («Времена года»), Раймонда («Раймонда»), Кукла Бебе и Фея кукол («Фея кукол»), Придворная дама («Кот в сапогах»), Анжелика («Аленький цветочек»), Нирити («Талисман»). Имела обширный концертный репертуар.
Ольга Иосифовна умерла в 1962 году и похоронена на кладбище Сент-Женевьев-де-Буа.

## Семья
Брат Ольги Преображенской, «милый, но несколько вялый молодой человек», проводил в Петербурге спиритические сеансы, которые, в числе прочих, посещали братья Александр и Константин Сомовы и Александр Бенуа. По словам последнего, «ответы через блюдечко бывали иногда поразительны по остроумию и по глубине, однако эти умные речи внезапно сменялись дикими шутками, а то и просто ругательствами, причем дух выказывал особую склонность к порнографии».

## Ученики
- Альберто Алонсо
- Морис Бежар
- Ирина Баронова
- Алан Бергман[англ.]
- Маргарет Вальман
- Нина Вырубова
- Татьяна Гзовская (в Петербурге)
- Майна Гилгуд[англ.]
- Серж Головин[фр.]
- Александра Данилова
- Адам Дариус
- Владимир Докудовский
- Вера Зорина
- Юрий Зорич[англ.] (в течение девяти месяцев в возрасте четырнадцати лет)
- Александр Калюжный[фр.]
- Элен Кирсова
- Милорад Мишкович[англ.]
- Надя Нерина
- Елизавета Никольская
- Николай Орлов
- Белинда Райт[англ.]
- Татьяна Рябушинская
- Жорж Скибин
- Владимир Скуратов
- Даниэль Шпёрри
- Нина Тихонова
- Тамара Туманова
- Марго Фонтейн
- Людмила Черина
- Тамара Чинарова
- Андре Эглевский
- Игорь Юшкевич
- Нина Юшкевич

## Галерея

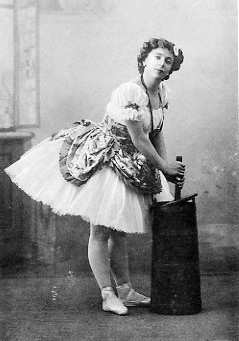
В балете «Тщетная предосторожность», 1890-е
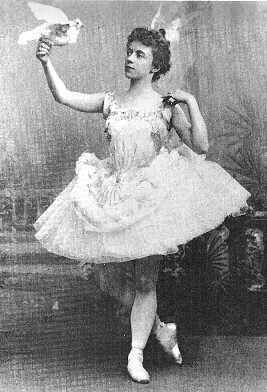
В партии Анны в балете «Синяя борода», 1896
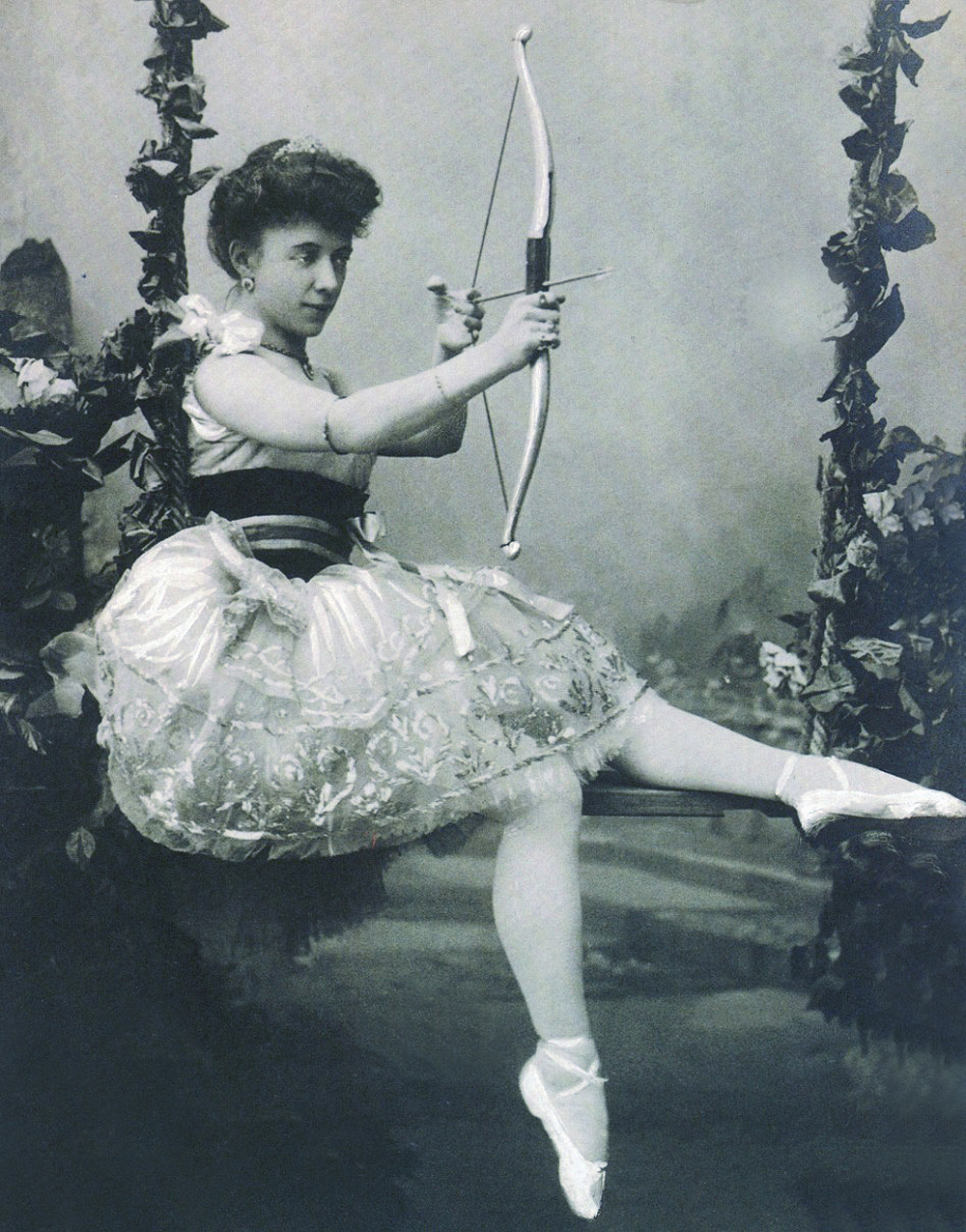
В балете «Сильвия», 1901
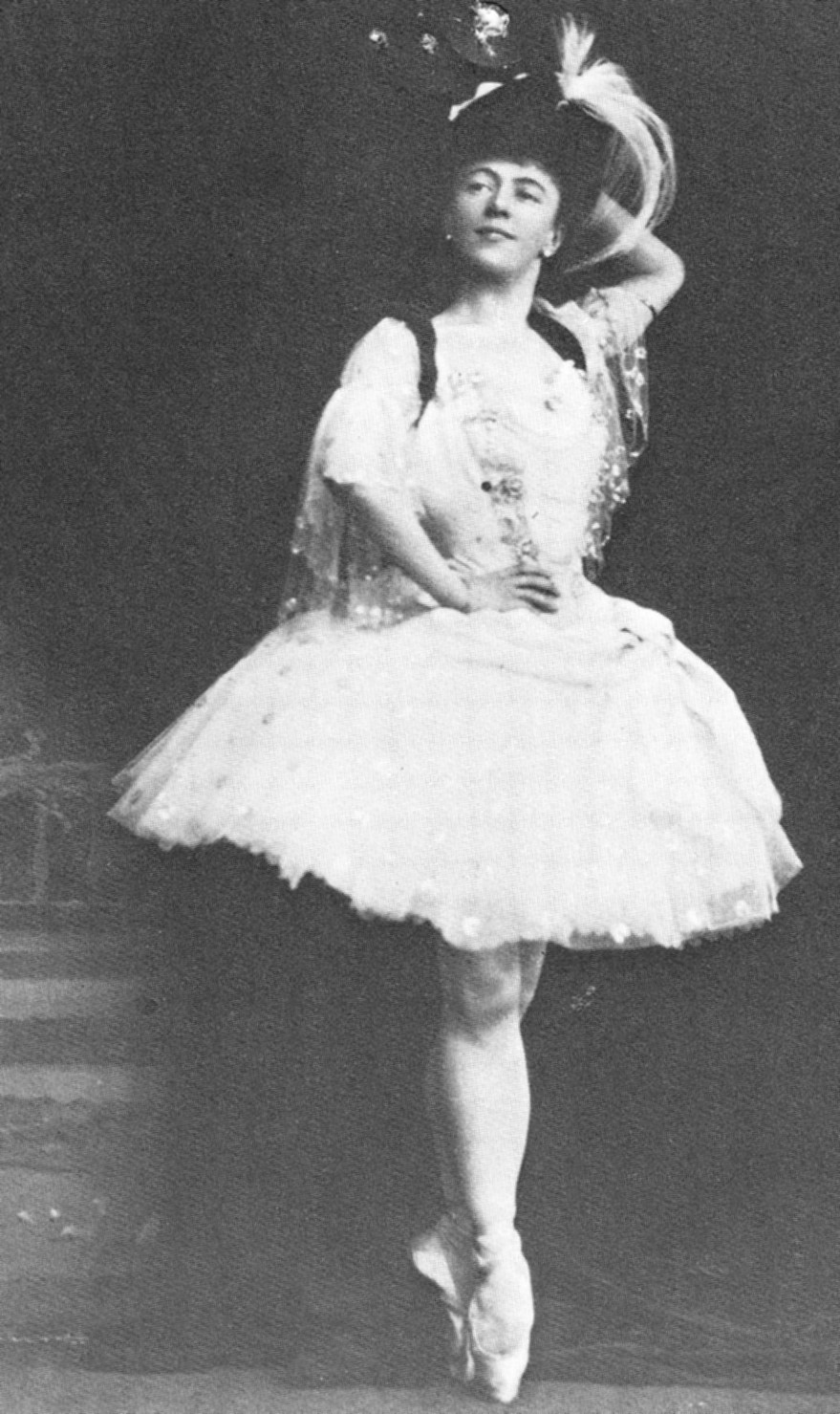
В балете «Раймонда», 1903
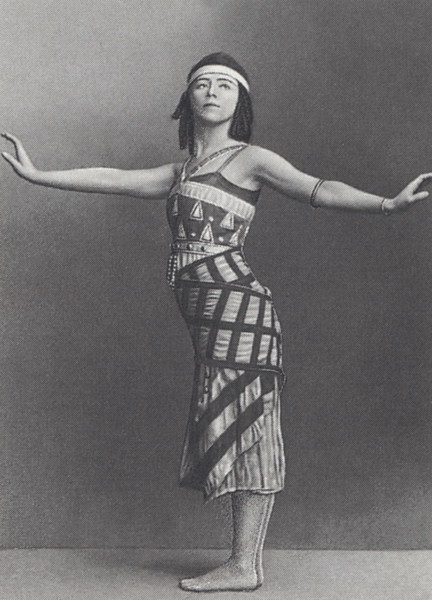
В балете «Ночь в Египте», 1909